# Planetario de Pamplona
El Planetario de Pamplona es un centro cultural de divulgación científica y tecnológica. Fue inaugurado por la Infanta Cristina el 26 de noviembre de 1993, acto al que también acudieron las autoridades navarras.

## Descripción
Realizado por el Gobierno de Navarra, a través del Departamento de Educación y Cultura, y cofinanciado por la Caja de Ahorros de Navarra, está gestionado por la empresa pública Navarra de Infraestructuras de Cultura, Deporte y Ocio S.L. (Antiguamente Planetario de Pamplona, S.A.).
El edificio, de estilo moderno pero de resonancias y proporciones clásicas, está situado y muy bien integrado en el parque Yamaguchi, uno de los numerosos jardines de la ciudad. El nombre y el aspecto orientales de este gran espacio verde se deben a que Pamplona está hermanada con la ciudad japonesa de Yamaguchi. Concebido como un homenaje a las cuatro estaciones, el parque fue diseñado en colaboración con paisajistas japoneses.
Este centro posee una cúpula de veinte metros de diámetro, una de las más grandes del mundo, situada en la sala Tornamira en la que se exhiben programas de divulgación científica. Allí se encuentra el proyector de estrellas, otros 70 proyectores y otros sistemas audiovisuales. Cada año el Planetario proyecta más de 20 programas diferentes cuyo objetivo común es transmitir de forma amena los últimos descubrimientos astronómicos. Además tiene 400 metros cuadrados de zona expositiva, en los que no hay una exposición fija, sino que va cambiando cada cierto tiempo y una sala de conferencias llamada Sala Ibn'Ezra, con capacidad para 250 personas.
Al lado del edificio principal y en colaboración con el Ayuntamiento de Pamplona se construyó el Jardín de la galaxia. Un proyecto de divulgación científica y ambiental único en Europa similar al que ya existía en Hawaii. Se trata de un jardín con más de 500 arbustos, seleccionados por el Servicio Municipal de Jardines de Pamplona que fueron apadrinados y plantados por más de 300 entidades educativas, colectivos y asociaciones de todos los ámbitos convirtiéndose en «jardineros del cosmos». Representa una réplica vegetal a escala de la Vía Láctea. Cada arbusto reproduce una región concreta de la galaxia con sus estrellas, nebulosas, cúmulos y propiedades correspondientes a la región en la que se encuentra.
El Planetario de Pamplona recibe alrededor de 170 000 visitas al año.
Su director, desde 1990, es el astrofísico Javier Armentia.
El 14 de enero de 2025, sufrió un incendio en su cúpula principal cuyo interior quedó carbonizado. Las causas fueron fortuitas y de origen eléctrico. 